# 熱飛行船

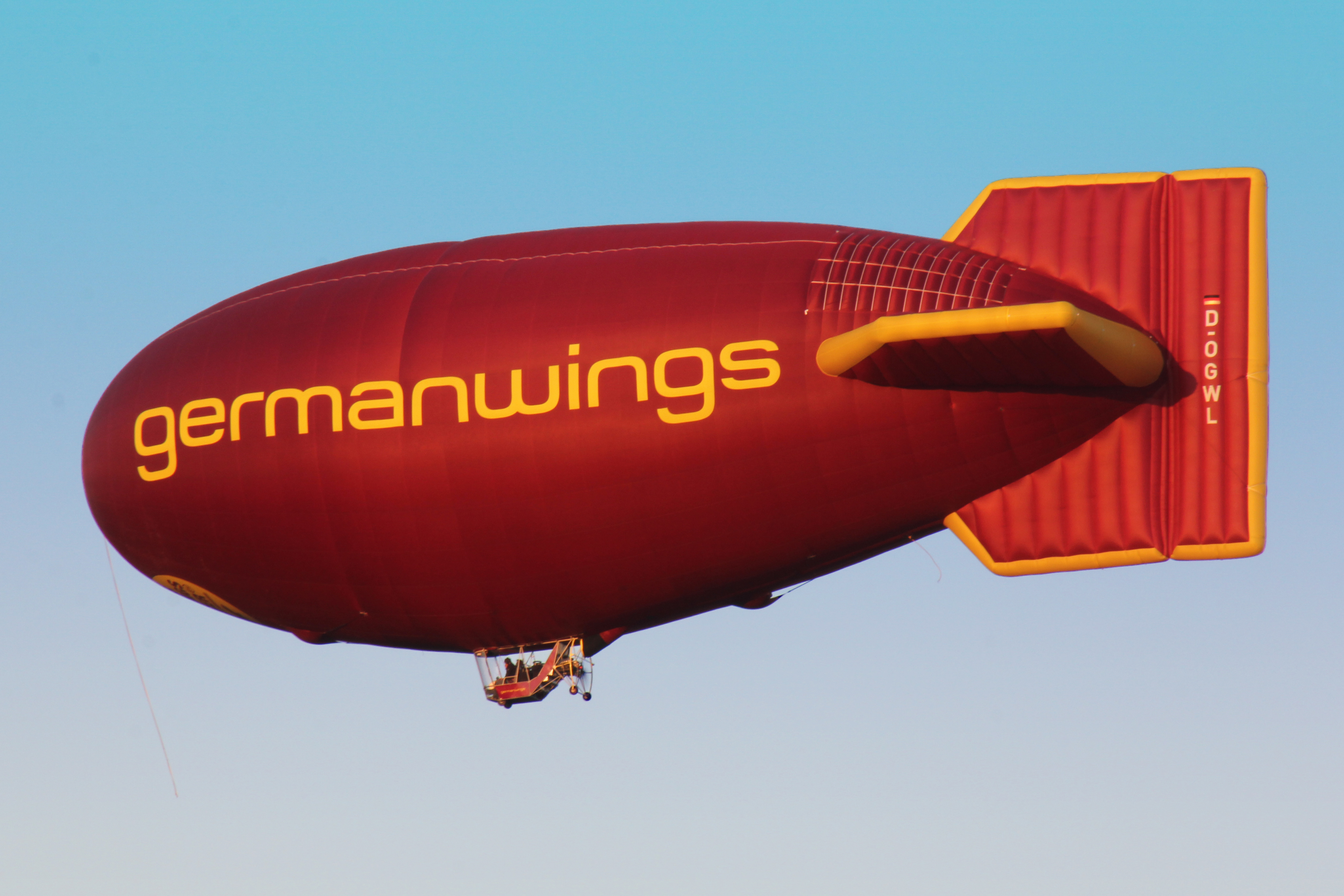
Gefa-Flug製の熱空気飛行船

熱飛行船（ねつひこうせん、英語: thermal airship、ドイツ語: Heißluft-Luftschiff）は、通常の飛行船が空気より軽いヘリウムを気嚢に充填することで浮力を得るのに対し、気嚢内の空気と外気との温度差に由来する密度の違いによって浮力を得る飛行船である。熱空気飛行船（hot air airship）ともいう。
現在のすべての熱飛行船の浮揚ガスは、熱気球と同じく熱した空気であるが、水蒸気を使用する飛行船もまた、熱飛行船に分類することができる。
「飛行船」と名が付いているが、日本の航空法においては飛行船ではなく気球として扱われる。

## 長所と短所
熱飛行船の長所は、ヘリウム飛行船より安上がりだということである。それに加えて、飛行を終えた後には萎ませて、すぐに保管や輸送のために梱包することができる。
一方、熱飛行船は、浮揚ガス単位容積あたりの浮力が（水素に対してはもちろん）ヘリウムよりもはるかに少ない（空気の状態にもよるがおよそ30%）。そのため構造の軽量化と制御装置の簡素化とが不可欠で、結果として操縦にはかなりの困難が伴う。例えば以下のようなことである。
- 対気速度が低い。
- 風速が5ノットを超える場合の地上での取扱いが困難。
- 操縦が困難（特に対気速度が低い場合）。
- ピッチコントロールができない[1]ため、スロットルの切り替えによるポーポイジング運動によって姿勢の上向き/下向きをコントロールしなければならない。

最近では熱飛行船の操縦はいくぶん改善された。最も成功した手法は、尾翼構造物の空気圧を他の部分より高くするか、または内部構造を使用するというものである（下記参照）。

## 歴史
熱飛行船の最初の公開飛行は、1973年1月、イギリス、イシクルミート（Icicle Meet）において、キャメロン・バルーンズのドン・キャメロンによって行われた。伝えられるところでは、飛行にこぎつけるまで3年かかったという。

## 外皮構造
熱飛行船の大半は軟式であり、一部には圧縮空気を用いるものもある。プロペラの後にあるダクトから圧縮空気を取り入れるタイプもあるが、多くの場合、圧縮空気は別個のファンによって得る。
2006年現在、気嚢の外皮にスカイキャット・エアクラフト社が開発した張力膜構造を使用する新しい方式もある。この方式では外皮は加圧されず、外形を維持するためにはアルミニウム製の「骨」を内部構造として持っている。使用しない時には、この内部構造は傘のような方式で折り畳まれる。この構造はまた、方向変更が可能なエンジンおよびプロペラを船体の尾部に取り付けることを可能にしている。尾部に置かれたプロペラは、角度の付いた推力を提供し、その結果として急な方向転換が可能となっている。

## 操作
熱気球と同じく、熱飛行船は、初めは冷たい（常温の）空気で部分的にふくらまされる。気嚢が十分に満たされてからプロパンバーナーが点火され、最終的には熱せられた空気によって膨張が完了する。